# Árpád-Francisc Márton
Árpád-Francisc Márton (n. 25 martie 1955, Târgu Lăpuș, România) este un deputat român activ în toate legislaturile, începând cu cea din 1990-1992, ales în județul Covasna pe listele UDMR. În legislatura 1990-1992, Árpád-Francisc Márton a fost membru în grupurile parlamentare de prietenie cu Republica Elenă și Mongolia; în legislatura 1996-2000, a fost membru în grupurile parlamentare de prietenie cu Franța și Republica Bulgaria; în legislatura 2000-2004  a fost membru în grupurile parlamentare de prietenie cu Republica Slovenia și Regatul Belgiei; în legislatura 2004-2008 a fost membru în grupurile parlamentare de prietenie cu Republica Arabă Siriană și Regatul Belgiei; în legislaturile 2008-2012 și 2012-2016 a fost membru în grupul parlamentar de prietenie cu Regatul Belgiei; în legislatura 2016-2020, este membru în grupurile parlamentare de prietenie cu  
Regatul Belgiei, Republica Bulgaria și Franța.